# Ceropales elegans
Espèce
Taxons de rang inférieur
- Ceropales elegans aquilonia Townes 1957
- Ceropales elegans elegans
- Ceropales elegans quaintancei

Ceropales elegans est une espèce d'insectes hyménoptères apocrites de la famille des Pompilidae et de la sous-famille des Ceropalinae. Elle est trouvée au Texas.